# John Frazier
John Frazier (Chicago, 23 de septiembre de 1944) es un artista de efectos especiales estadounidense.
Aunque nacido en Chicago, Frazier crece en California estudiando en el Canoga Park High School y posteriormente en Los Angeles Trade Tech. Comienza a trabajar en el campo de los efectos especiales en 1963 en el Haunted House, un night club de Hollywood. Su salto al cine sería en 1970.
Desde entonces, ha recibido once nominaciones en el Oscar y ha ganado uno en 2005 por Spider-Man 2, junto a John Dykstra, Scott Stokdyk y Anthony LaMolinara.

## Premios y distinciones
Premios Óscar
| Año  | Categoría                | Película                                | Resultado |
| ---- | ------------------------ | --------------------------------------- | --------- |
| 1997 | Mejores efectos visuales | Twister                                 | Nominado  |
| 1999 | Mejores efectos visuales | Armageddon                              | Nominado  |
| 2001 | Mejores efectos visuales | La tormenta perfecta                    | Nominado  |
| 2002 | Mejores efectos visuales | Pearl Harbor (2001)                     | Nominado  |
| 2003 | Mejores efectos visuales | Spider-Man (2002)                       | Nominado  |
| 2005 | Mejores efectos visuales | Spider-Man 2                            | Ganador   |
| 2007 | Mejores efectos visuales | Poseidón                                | Nominado  |
| 2008 | Mejores efectos visuales | Piratas del Caribe: en el fin del mundo | Nominado  |
| 2012 | Mejores efectos visuales | Transformers: Dark of the Moon (2011)   | Nominado  |
| 2014 | Mejores efectos visuales | El Llanero Solitario                    | Nominado  |